# Metro Tiflis
Die Metro Tiflis (georgisch: თბილისის მეტროპოლიტენი tbilissis metropoliteni) ist der Name der U-Bahn in Tiflis, der Hauptstadt Georgiens. Die erste Linie mit dem Namen Gldani-Warketili wurde 1966 eröffnet. Sie verband die Stationen Didube und Rustaweli und war die vierte Metro der Sowjetunion.

## Liniennetz und Betrieb
Derzeit besteht die Metro aus zwei Linien mit einer Gesamtlänge von 27,3 km und 23 Stationen, von diesen liegen 21 unterirdisch.
| Name                        | Farbe | Strecke                                                                              | Eröffnung | Länge   | Stationen |
| --------------------------- | ----- | ------------------------------------------------------------------------------------ | --------- | ------- | --------- |
| Achmetelis Teatri-Warketili | Rot   | Achmetelis Teatri ↔ Warketili                                                        | 1966      | 19,6 km | 16        |
| Saburtalo                   | Grün  | Sadguris Moedani (Bahnhofsplatz) ↔ Sachelmzipo Uniwersiteti (Staatliche Universität) | 1979      | 07,7 km | 07        |

Alle Bahnsteige sind auf den Einsatz von Fünf-Wagen-Zügen ausgelegt, planmäßig verkehren aber nur Züge mit vier Wagen. Sie fahren zwischen 6:00 Uhr morgens und 1:00 Uhr nachts, wobei der Zugang zu den Stationen nur bis 24:00 Uhr möglich ist. Während den Hauptverkehrszeiten fahren die Züge alle zweieinhalb Minuten, ansonsten je nach Tageszeit alle vier bis zehn Minuten.
Der einzige Schnittpunkt der beiden Linien ist die Station Sadguris Moedani, die zu Stoßzeiten am stärksten frequentiert ist. Im Jahr 2014 beförderte die Metro 114 Millionen Fahrgäste, 17 Stationen sind mit Rolltreppen ausgestattet.

## Geschichte
Durch die starke Industrialisierung in den 1940er Jahren stieg die Bevölkerungszahl in Tiflis stark an, das öffentliche Verkehrsnetz musste den steigenden Bedürfnissen angepasst und ausgebaut werden. Nach dem Vorbild Kiews erarbeitete die städtische Verkehrsverwaltung einen Plan.
Im Jahr 1952 begannen die Bauarbeiten, die aufgrund der schwierigen tektonischen Gegebenheiten und dem allgegenwärtigen Grundwasser nur langsam vorankamen. Am 11. Januar 1966 konnte der erste Abschnitt der, nach Moskau, Sankt Petersburg und Kiew, vierten Metro der Sowjetunion eröffnet werden. Die erste Linie war 6,3 Kilometer lang und verband die Stationen Didube und Rustaweli. Sie umfasste vier weitere Zwischenhalte von denen zwei, Didube und Elektrodepot (heute Goziridse), oberirdisch liegen. Bereits knapp zwei Jahre später, am 6. November 1967, folgte eine Verlängerung in südlicher Richtung um drei Stationen bis 300 Aragweli. Nach Verlängerungen am 10. Mai 1971, im November 1985 und am 7. Januar 1989 wuchs die Hauptlinie, die Didube-Samgore-Linie, auf 19,6 Kilometer mit 16 Stationen. Sie reicht bis heute von der Station Achmetelis Teatri bis zur Station Warketeli. Im Jahr 1992 erhielt sie den Namen Gldani-Warketili-Linie. Seit 2011 heißt sie Achmetelis-Teatri-Warketeli-Linie. Verlängerungen sind geplant, konnten aber aus wirtschaftlichen Gründen bisher nicht realisiert werden.
Eine zweite Linie wurde nach längerer Bauzeit am 3. September 1979 zwischen den Stationen Wagslis Moedani und Delisi eröffnet. An der Station Sadguris Moedani, nahe dem Zentralbahnhof, kann zwischen den beiden Linien umgestiegen werden. Die zweite Linie erhielt den Namen Saburtalinskaja oder auch Saburtalo-Linie und ist 5,8 Kilometer lang. Am 2. Februar 2000 wurde sie um eine Station verlängert und endete mit der Station Wascha-Pschawela. Am 16. Oktober 2017 wurde die bereits zu Zeiten der Sowjetunion baulich fertiggestellte Station Staatlichen Universität Tiflis in Betrieb genommen.
| Vorheriger Name           | Neuer Name              |
| ------------------------- | ----------------------- |
| Komkawschiruli            | Samedizino Instituti    |
| Viktor Goziridze          | Delissi                 |
| Gldani                    | Achmetelis teatri       |
| TEMKA                     | Guramischwili           |
| Oktomberi                 | Nadsaladewi             |
| Leninis Moedani           | Tawisuplebis Moedani    |
| 26 Komisari               | Awlabari                |
| Wagslis Moedani           | Sadguris Moedani        |
| Samedizino Instituti      | Samedizino Uniwersiteti |
| Elektrodepot              | Goziridse               |
| Politeknikuri (Instituti) | Teknikuri Uniwersiteti  |

Die Auflösung der Sowjetunion und der jähe Zusammenbruch des mit ihr verbundenen Wirtschaftssystems führte zu großen wirtschaftlichen Schwierigkeiten, aufgrund derer die Stromversorgung der Metro zeitweise nicht gesichert war. An einen weiteren Ausbau war unter diesen Bedingungen nicht zu denken. Auch etablierte sich in der Metro eine große Kriminalitätsszene, Taschendiebstähle und Überfälle waren nicht selten. Als gravierende Beispiele gelten ein Handgranaten-Anschlag am 14. Februar 2000 und ein Tränengasattentat im März 2004. Erst nach der Rosenrevolution ging die Kriminalität stark zurück, nicht zuletzt aufgrund ständiger Polizeipräsenz in den Stationen.

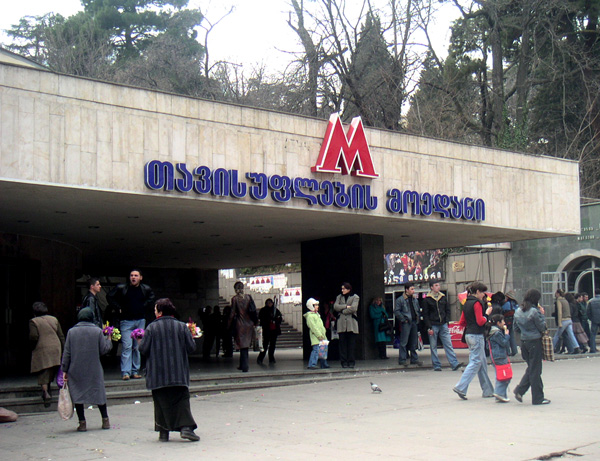
Eingang zur Station Tawisuplebis Moedani vor Umbau, 2006
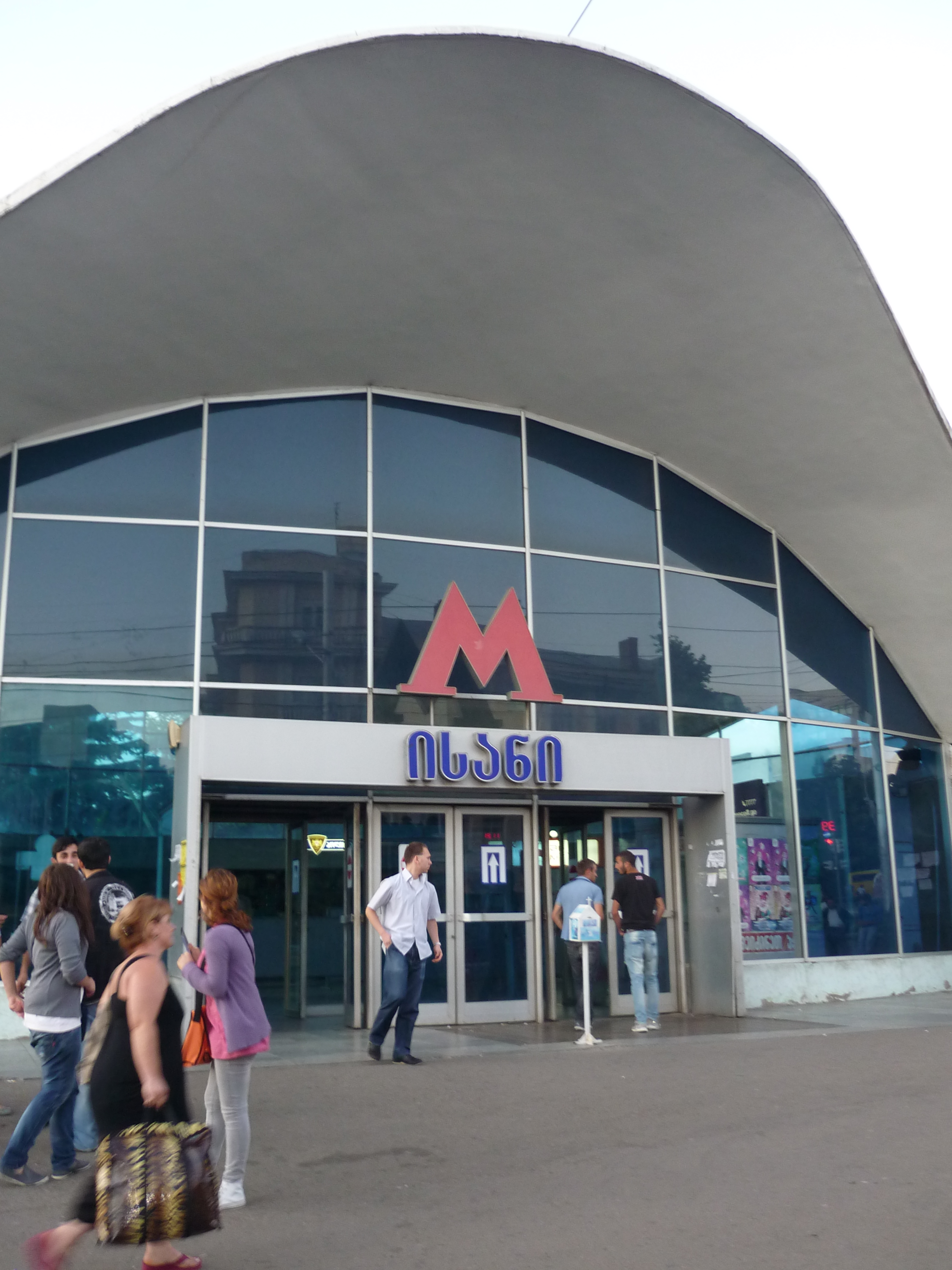
Eingang der Station Issani
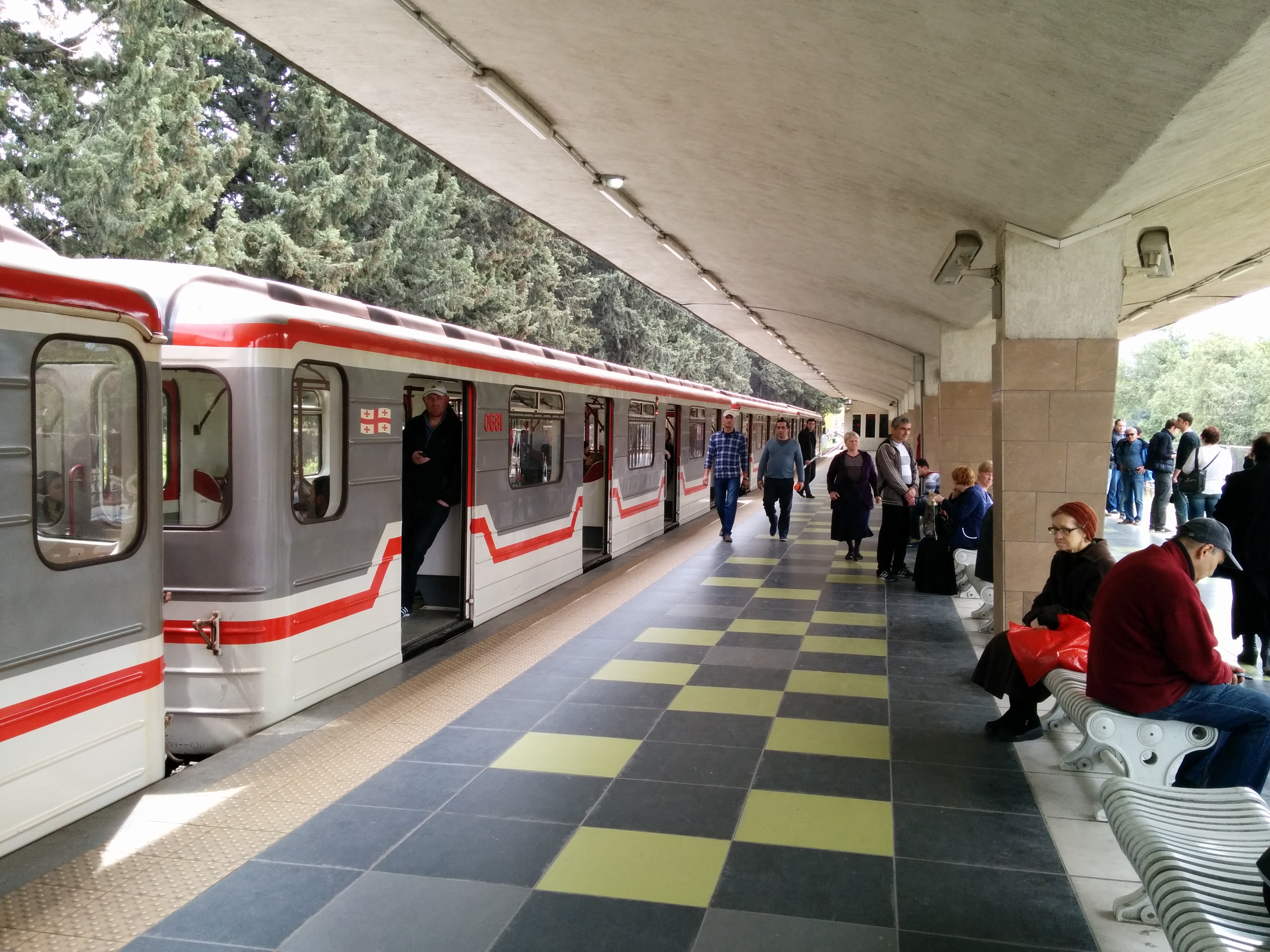
Oberirdische Station Didube
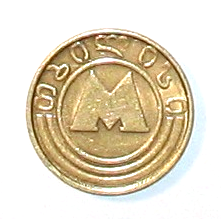
Metro-Token

## Ausbau und Planungen
Die Planungen für eine dritte Linie gehen auf die 1980er Jahre zurück. Die Rustaweli - Wazisubani - Linie sollte 14 Stationen umfassen und das Vake-Viertel erschließen. Der Bau von fünf Stationen wurde begonnen und 1992 eingestellt.
2004 kündigte der damalige georgische Präsident eine umfassende Modernisierung der Metro an. Die jahrzehntelang vernachlässigten Bahnhöfe wurden seither saniert. Ein Teil der Züge ist ebenfalls modernisiert worden. Mit einem Sicherheitskonzept (Polizisten an allen Eingängen zur Metro sowie in allen Stationen) wurde die einst als verdreckt und unsicher geltende Metro zu einem zuverlässigen Verkehrsmittel umgewandelt. Die Stromausfälle in der Metro gehören mittlerweile ebenfalls der Vergangenheit an.
Im Oktober 2018 veröffentlichte der damalige georgische Ministerpräsident Mamuka Bakhtadze den Plan einer sieben Stationen umfassenden neuen Linie die das Stadtzentrum mit den Außenbezirken und dem Flughafen Tiflis verbinden soll. Die neue Linie soll vom Lilo-Markt im Osten der Stadt zur Station Samgori führen und dort an das Bestandsnetz anknüpfen.

## Fahrzeuge

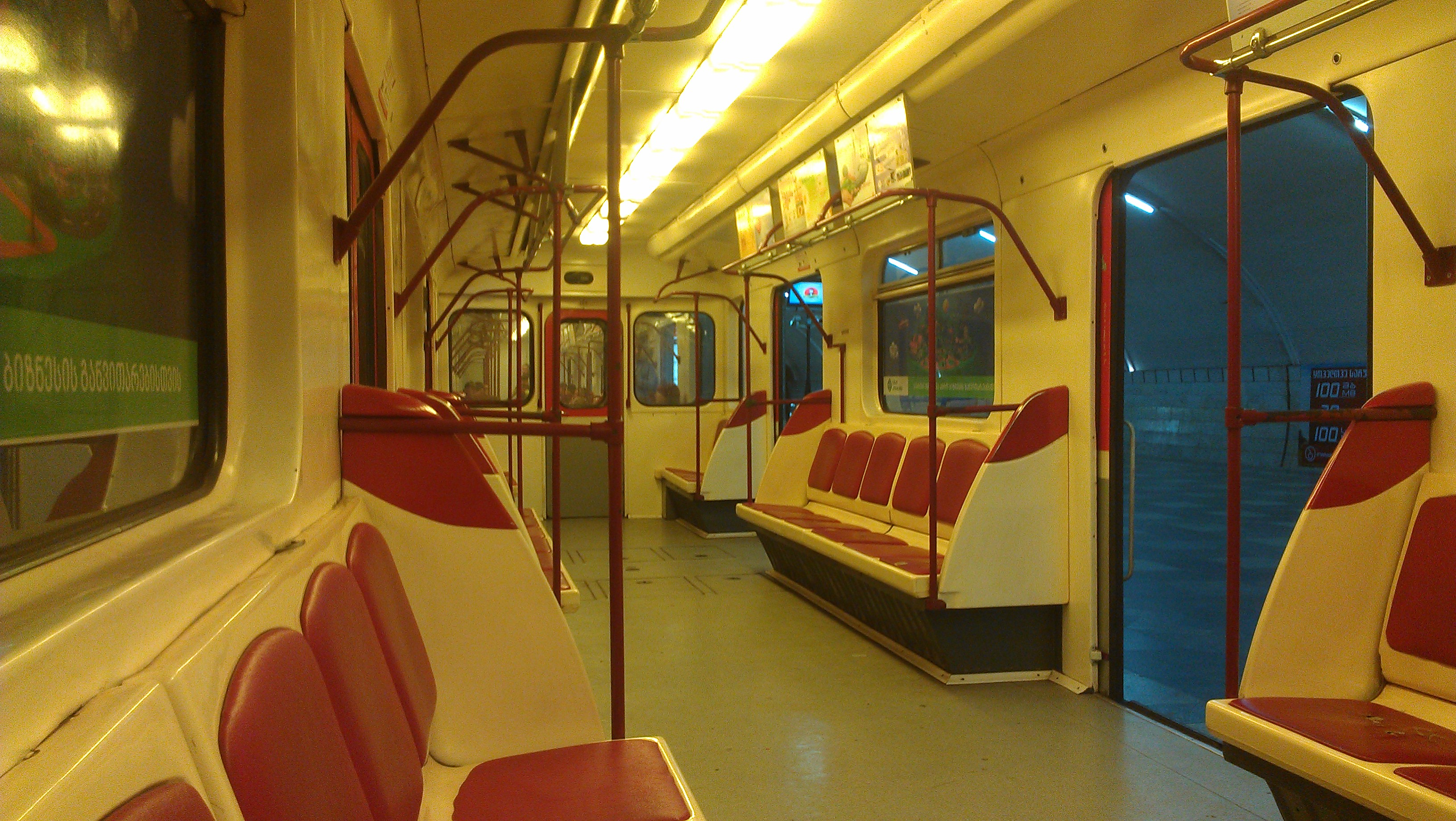
Innenraum eines modernisierten Zuges

Die Fahrzeuge stammen vom sowjetischen Hersteller Metrowagonmasch. Die breitspurigen (1520 mm) Wagen werden per seitlicher Stromschiene bei einer Fahrspannung von 825 Volt angetrieben. Sie wurden mittlerweile im Innenraum modernisiert und außen in den georgischen Landesfarben rot und weiß lackiert, ergänzt um graue Flächen. 